# Pseudagrion ranauense
Pseudagrion ranauense är en trollsländeart som beskrevs av Schmidt 1934. Pseudagrion ranauense ingår i släktet Pseudagrion och familjen dammflicksländor. Inga underarter finns listade i Catalogue of Life.